# ダンディライアン (企業)
有限会社ダンディライアン（英: Dandelion Ltd.）は、兵庫県西宮市に本社を置く日本の企業。レーシングチーム「DANDELION RACING（ダンディライアン・レーシング）」の運営母体である。

## 概要
フナキレーシングでレーシングチームの基礎を学んだ村岡潔が、1989年11月に「DANDELION RACING PROJECT（ダンディライアン・レーシング・プロジェクト）」を発足。当初のスタッフは村岡の他にメカニックと経理が各1人で、他チームのメカニックやマネージャーを請負いながら、広告やイベントの代理店の外注の仕事などで生計を立てている状態であった。1991年8月に有限会社ダンディライアンに法人改組。
1993年にNTTのイベントの仕事で出来た人脈を伝手にNTT移動通信網（現 NTTドコモ）に飛び込み営業をかけ、小額ながらスポンサー契約を結ぶ（長期にわたるNTTドコモとの関係はこの時に始まった）。これをきっかけに独自チームで全日本F3選手権に参戦を開始し、翌1994年まで参戦したが目立った成績は残せなかった。
1995年からは唯一のプライベートチームとして全日本ツーリングカー選手権（JTCC）に参戦。しかし、ワークス・チームとサテライトチームばかりの状況で成績を残すことが出来ず、シリーズが消滅する1998年まで厳しい4年間を過ごすこととなった。
JTCCの消滅と共に翌1999年から念願であったフォーミュラ・ニッポンに参戦。2001年にはF1のザウバーチームとエンジンやシャーシなどの技術的なサポートと人材派遣を受ける提携を結び、世界進出の足掛かりとなる可能性のある提携（提携は数年継続）とされた。参戦4年目の2002年、途中加入したリチャード・ライアンにより初ポイント（2位）を獲得。以降はコンスタントにポイントを獲得できるチームとなった。
2004年（リチャード・ライアン）と2020年（山本尚貴）にドライバーチャンピオン、2012年と2019年、2024年にチームチャンピオンを獲得している。

## 参戦歴

### 全日本F3選手権
- 1993年　AAN・mova ダラーラ F392・無限MF204

#51　大宮嘉信　（0pt）
- 1994年　AAN・mova ダラーラ F393・無限MF204

#9　ベン・カー　（0pt）⇒山本将之　（0pt）

### 全日本ツーリングカー選手権
- 1995年　DoCoMo カローラ

#68　福山英朗　（0pt）／山本将之　（0pt）
- 1996年　DoCoMo Exiv DUNLOP

#68　田中哲也　（1pt）
- 1997年　DoCoMo Exiv DUNLOP

#68　田中哲也　（14pts）
- 1998年 DoCoMo Exiv

#68　ルベン・デルフラー　（62pts）

### 全日本選手権フォーミュラ・ニッポン
- 1999年 DoCoMo TEAM DANDELION RACING （ローラ B99/51→レイナード 99L・無限MF308） - ランキング -位

#68 ルベン・デルフラー （0pt）
- 2000年 DoCoMo TEAM DANDELION RACING （レイナード 2KL・無限MF308） - ランキング -位

#68 道上龍 （0pt）
- 2001年 DoCoMo TEAM DANDELION RACING （レイナード 2KL／99L・無限MF308） - ランキング -位

#68 野田英樹 （0pt）／#69 ヤレック・ヴィエルチュク （Rd.1〜Rd.3、0pt）→光貞秀俊 （Rd.5、0pt）
- 2002年 DoCoMo TEAM DANDELION RACING （レイナード 2KL・無限MF308） - ランキング6位

#68 ジョナサン・コシェ （0pt）⇒リチャード・ライアン （Rd.3〜Rd.10、6pts）
- 2003年 DoCoMo TEAM DANDELION RACING （ローラ B351・無限MF308） - ランキング6位

#40 リチャード・ライアン （20pts）／#41 服部尚貴 （3pts）
- 2004年 DoCoMo TEAM DANDELION RACING （ローラ B351・無限MF308） - ランキング3位

#40 リチャード・ライアン （33pts、ドライバーチャンピオン）／#41 服部尚貴 （7pts）
- 2005年 DoCoMo TEAM DANDELION RACING　（ローラ B351・無限MF308） - ランキング2位

#1 リチャード・ライアン （30pts）／#2 服部尚貴 （7pts）
- 2006年 DoCoMo TEAM DANDELION RACING （FN06・ホンダHF386E） - ランキング5位

#40 ビヨン・ビルドハイム （13.5pts）／#41 平中克幸 （0pt）→井出有治 （Rd.4〜Rd.10、0pt）
- 2007年 DoCoMo TEAM DANDELION RACING　（FN06・ホンダHF386E） - ランキング6位

#40 ビヨン・ビルドハイム （16pts）／#41 ファビオ・カルボーン （3pts）
- 2008年 DoCoMo TEAM DANDELION RACING （FN06・ホンダHF386E） - ランキング11位

#40 松浦孝亮 （3.5pts）／#41 土屋武士 （4pts）
- 2009年 DOCOMO TEAM DANDELION RACING （FN09・ホンダHR09E） - ランキング6位

#40 リチャード・ライアン （11pts）／#41 伊沢拓也 （14pts）
- 2010年 DOCOMO TEAM DANDELION RACING （FN09・ホンダHR10E） - ランキング4位

#1 ロイック・デュバル （39.5pts）／#2 伊沢拓也 （7pts）
- 2011年 DOCOMO TEAM DANDELION RACING （FN09・ホンダHR10E） - ランキング3位

#40 伊沢拓也（11pts）／#41 塚越広大（26.5pts）
- 2012年 DOCOMO TEAM DANDELION RACING （FN09・ホンダHR12E） - ランキング1位（チームチャンピオン）

#40 伊沢拓也（41.5pts）／#41 塚越広大（43pts）

### 全日本スーパーフォーミュラ選手権
- 2013年 DOCOMO TEAM DANDELION RACING （SF13・ホンダHR12E） - ランキング7位

#40 伊沢拓也（15pts）／#41 武藤英紀（0pt）
- 2014年 DOCOMO TEAM DANDELION RACING （SF14・ホンダHR-414E） - ランキング6位

#40 野尻智紀（10pts）／#41 武藤英紀（4pts）
- 2015年 DOCOMO TEAM DANDELION RACING （SF14・ホンダHR-414E） - ランキング5位

#40 野尻智紀（19pts）／#41 ナレイン・カーティケヤン（6pts）
- 2016年 DOCOMO TEAM DANDELION RACING （SF14・ホンダHR-414E） - ランキング4位

#40 野尻智紀（14.5pts）／#41 ストフェル・バンドーン（27pts）
- 2017年 DOCOMO TEAM DANDELION RACING （SF14・ホンダHR-417E） - ランキング8位

#40 野尻智紀（2pts）／#41 伊沢拓也（5pts）
- 2018年 DOCOMO TEAM DANDELION RACING （SF14・ホンダHR-417E） - ランキング5位

#5 野尻智紀（12.5pts）／#6 松下信治（7pts）
- 2019年 DOCOMO TEAM DANDELION RACING （SF19・ホンダHR-417E）- ランキング1位（チームチャンピオン）

#1 山本尚貴（33pts）／#5 福住仁嶺（18pts）
- 2020年 DOCOMO TEAM DANDELION RACING （SF19・ホンダHR-417E） - ランキング3位

#5 山本尚貴（62pts、ドライバーズチャンピオン）／#6 福住仁嶺（30（29）pts）※( )は有効ポイント
- 2021年 DOCOMO TEAM DANDELION RACING （SF19・ホンダHR-417E） - ランキング2位

#5 福住仁嶺（55pts）／#6 牧野任祐（24pts）・笹原右京（Rd1,2：18pts）

## F-PROJECT
ダンディライアンのメインスポンサーであるNTTドコモは、プロモーション以外にFOMAにおける高速移動時の安定したハンドオーバー等が可能かどうか等を実験する目的で、同チームのマシンに搭載した携帯電話（基本的に市販されているものと同じもの）からテレビ電話機能を用いたオンボード映像や各種テレメトリ情報を送信し、一般のユーザにライブ配信する「F-PROJECT通信実験」を行っていた。このことから、富士スピードウェイや鈴鹿サーキットなどフォーミュラ・ニッポンの開催されるサーキット周辺では、FOMAの基地局の整備が通常よりもかなり前倒しで行われたという。
ドコモは4G/5G世代でも、SF車両を用いた高速通信の実証実験を行っており、その成果は新幹線車内からの安定した通信の確保などに生かされている。

## 参考資料
- 『週刊AUTO SPORT』（三栄書房） 2004年12月16日号[要ページ番号]